# Langley Holdings
Langley Holdings plc ist ein britischer Mischkonzern mit Sitz in Retford (Nottinghamshire). 1975 durch den jetzigen CEO Tony Langley gegründet, entwickelte sich das Unternehmen von einem kleinen Lieferanten von Sicherheitsausrüstung für die Kohleindustrie zu einem der größten Privatkonzerne Großbritanniens. Heute sind Tochterunternehmen der Langley Holdings auf den Gebieten Maschinenbau, Elektrotechnik und Chemie tätig.

## Unternehmensbereiche
Piller (2012: 764 Mitarbeiter) ist Hersteller von Anlagen zur Stromkonditionierung, unterbrechungsfreien Stromversorgung und Datensicherung-Versorgung für große Rechenzentren, sowie Hersteller von Anlagen für Flugzeugbodenstromversorgung sowie elektrischer Anlagen für die maritimen Anwendungen.
Claudius Peters (2012: 540 Mitarbeiter) beschäftigt sich mit der Auslegung und Herstellung von Anlagen und Maschinen für die Zement-, Gips-, Stahl- und Aluminiumindustrie. Außerdem baut das Unternehmen Flugzeugteile (Stringer) für Airbus.
ARO (2012: 498 Mitarbeiter) ist ein Hersteller von Widerstandsschweißtechnik für die Automobilindustrie.
Manroland Sheetfed (Ende 2014: 1.688 Mitarbeiter) ist ein Hersteller von Bogenoffsetmaschinen. Im Januar 2012 erworben und im August 2013 als neuer Unternehmensbereich in die Langley Holdings PLC integriert. 
Die DC DruckChemie, Europas größter Hersteller von Druckereichemikalien mit 300 Mitarbeitern, wurde im November 2014 übernommen.
Weitere Unternehmen mit 2012 zusammen ca. 460 Mitarbeitern sind Bradman Lake (Verpackungsmaschinen), Clarke Chapman (Spezialkräne), JND (Hersteller von Drehtrocknern), Oakdale Homes (Bau) und Reader Cement Products (Bau).